# Araneus acuminatus
Araneus acuminatus (L. Koch, 1872) è un ragno appartenente alla famiglia Araneidae.

## Distribuzione
La specie è stata rinvenuta nella regione australiana del Queensland e nelle isole Salomone.

## Tassonomia
Non sono stati esaminati esemplari di questa specie dal 1916
Attualmente, a dicembre 2013, non sono note sottospecie